# Copenhagen This Week
Copenhagen This Week, (CTW) er en publikation, der har været udgivet siden ca. 1972 ti gange om året i et samlet årlig oplag på 658.200 eksemplarer på engelsk, japansk, kinesisk og svensk. Den indeholder en liste over seværdigheder og begivenheder og bykort og uddeles på 1.100 turiststeder som hoteller, Kastrup Lufthavn, konferencesteder, butikker, restauranter og andre steder. Den er finansieret af annoncer.

## Sexannoncer
Der har siden 1989 været annonceret for stripklubber og seksuelle escortydelser i CTW. Efter protest fra Københavns Kommune begyndte CTW fra maj 2006 at udkomme i både en udgave med og uden sexannoncer. Fra 2009 ville CTW slutte med bringe sexannoncer af økonomiske årsager. Det er fordi andre annoncører ifølge CTW har afvist at annoncere, så længe der er sexannoncer i publikationen.